# Штуцман, Натали
Натали Штуцма́н (фр. Nathalie Stutzmann, 6 мая 1965, Сюрен) — французская оперная певица (контральто), дирижер.

## Биография
Родилась в семье оперных певцов и начала заниматься вокалом под руководством своей матери. Позднее училась в национальной консерватории региона Нанси, затем в Вокальной школе парижской Оперы, совершенствовала своё вокальное мастерство, посещая мастер-класс Ханса Хоттера.
Дебютировала в 1985 году в парижском зале Плейель, приняв участие в исполнении Magnificat Баха. Выступала в странах Западной Европы и в России, работала с такими дирижёрами, как Джон Элиот Гардинер, Мишель Плассон, Клаудио Шимоне, Саймон Рэттл, Сэйдзи Одзава, Мстислав Ростропович, Колин Дэвис, Марис Янсонс, Кристоф Эшенбах, Юкка-Пекка Сарасте, Марк Минковски, Тон Коопман, Жан Кристоф Спинози и др.
Выступает также как дирижёр. Училась дирижёрскому искусству у Йормы Панулы, работала с различными оркестрами Европы, Латинской Америки, Японии. В 2009 году создала собственный барочный оркестр Orfeo 55, исполняющий сочинения Вивальди, Баха, Генделя, Перголези. В 2018—2023 годах была главным дирижером оркестра норвежского города Кристиансанда (Kristiansand Symphony Orchestra).
Записала свыше 75 компакт-дисков.

## Репертуар
Исполняла сочинения Пёрселла, Глюка, Баха, Моцарта, Бетховена, Шуберта, Шумана, Вагнера, Брамса, Дворжака, Форе, Шоссона, Дебюсси, Малера, Прокофьева, Шостаковича, Онеггера, Пуленка.

## Преподавание
Преподает в Высшей музыкальной школе Женевы и др.

## Признание
Первая премия на международном конкурсе вокалистов Новые голоса, организованном фондом Бертельсманна (1988). Премия Грэмми и др. Кавалерственная дама ордена Искусств и литературы (2001). Кавалерственная дама ордена «За заслуги» (2012).